# Platyplectrus kuriani
Platyplectrus kuriani är en stekelart som beskrevs av Wijesekara 1994. Platyplectrus kuriani ingår i släktet Platyplectrus och familjen finglanssteklar. Inga underarter finns listade i Catalogue of Life.